# トゥグリル3世
トゥグリル3世（ペルシア語: طغرل سوم, Tuğrul/Toghroul/Toghrul、Toghrul ibn Arslan ibn Toghrul、? - 1194年3月19日）は、セルジューク朝の君主（スルターン、在位：1175年/76年 - 1194年）。ムハンマド・タパルを祖とするイラク・セルジューク家の君主としては、トゥグリル2世。

## 治世の初期
アフマド・サンジャルの死後にセルジューク朝の権威は衰退し、1161年にイルデニズ朝の指導者イルデニズがアルスラーン・シャーをセルジューク朝の君主に擁立し、王朝の実権を掌握した。イルデニズと彼の妻でトゥグリル2世の未亡人であるムゥミナ・ハトゥンがセルジューク朝の事実上の指導者として君臨していたが、1175年にイルデニズ、ムゥミナ・ハトゥン、アルスラーン・シャーが相次いで亡くなる。イルデニズの子であるジャハーン・パフラヴァーンが父の地位を継承し、7歳のトゥグリル3世をセルジューク朝のスルターンに据えた。
トゥグリル3世は国家の実質的な支配者であるジャハーン・パフラヴァーンから丁重に扱われ、パフラヴァーンの兄弟であるムザッファルッディーン・キジル・アルスラーンが彼に次ぐ有力者として政権に参与していた。1185年にアイユーブ朝のサラディンがイランのニザール派討伐を掲げてイルデニズ朝の領地の通過を求める事件が起き、パフラヴァーンはモースルに進軍したサラディンの軍隊を撃退した。ジャハーン・パフラヴァーンは4人の子を各地の総督に任命し、アブー・バクルがアゼルバイジャンとアッラーン、ウズベクがハマダーン、イナンチ・ハトゥンとの子であるクトルグ・イナンチ・ムハンマドとアミール・アミーラン・ウマルがレイとエスファハーン、キジル・アルスラーンの管理下にある西ペルシアの一部を統治していた。
1186年にジャハーン・パフラヴァーンが没し、キジル・アルスラーンがイルデニズ朝の君主となったが、イナンチ・ハトゥンは自分の実子であるクトルグ・イナンチがパフラヴァーンの跡を継ぐべきだと考えていた。イナンチ・ハトゥンは子のいないキジル・アルスラーンが目をかけているアブー・バクルを後継者に指名するのではないかと恐れて反乱を起こし、キジル・アルスラーンから冷遇されていたことに不満を抱いていたトゥグリル3世はイナンチ・ハトゥンの陣営に参加した。

## 権力をめぐる内戦
イナンチ・ハトゥンらの反乱軍はザンジャーンとマラーゲの軍隊、マムルークの指導者カマル・アイアバ、イナンチ・ハトゥンの夫サイフッディーン・ルスの軍で構成され、トゥグリル自身はトゥルクマーンから多大な支援を受けていた。何度かの小競り合いの後、反乱軍はキジル・アルスラーンをハマダーンから追放した。1187年にトゥグリルはバーヴァンド朝のフサーム・アッダウラ・アルダシールに援助を要請するためにマーザンダラーンに向かい、援軍を送られた。また、アッバース朝のカリフ・アル・ナースィルにバグダードのセルジューク朝スルターンの宮殿の修復を依頼したが、、アル・ナースィルはスルターンの宮殿を破壊し、カリフの権威に服することを約束したキジル・アルスラーンに援助を約束した。アッバース朝はワズィールのジャラールッディーン・ウバイドゥッラーが率いる15,000の援軍を派遣し、1188年にウバイドゥッラーはキジル・アルスラーンの本隊の到着を待たずにハマダーンを攻撃したが敗北し、ウバイドゥッラーは捕虜となった。トゥグリルは自軍の右翼が撃破された後に敵軍の中央に突撃して勝利を収めたが、戦闘で多大な損失を被り、得るものが少ない「ピュロスの勝利」となる。次にトゥグリルは行政改革と戦略の調整に着手したが、軍隊の指揮権を巡る争いで錯誤を犯し、協力者のカマル・アイアバとサイフッディーン・ルス、何人かの政敵を処刑し、トゥグリルの陣営から離反する者も現れた。
キジル・アルスラーンはスライマーン・シャーの子であるサンジャルをイラク・セルジューク朝のスルターンに擁立し、カリフが派遣した援軍と合流した。キジル・アルスラーンはハマダーンに進攻し、トゥグリルはエスファハーン、次いでオルーミーイェに退却した。キジル・アルスラーンの陣営には彼の義兄弟のハサン・キプチクが加わり、トゥグリルもアイユーブ朝とバグダードのカリフから援助を受けようとし、形だけの臣従の証として、幼い息子を人質としてバグダードに送った。トゥグリルはアゼルバイジャンに侵入し、ホイ、オルーミーイェ、サルマースなどの都市を略奪するが、キジル・アルスラーンは甥たちと和解し、1190年に再びアゼルバイジャンに侵入したトゥグリルを破り、捕虜とした。トゥグリルと彼の子のマリク・シャーはタブリーズ近郊の城砦に監禁され、サンジャルがスルターンに擁立された。だが、キジル・アルスラーンはカリフに鼓舞されて自らスルターンを称し、兄の未亡人であるイナンチ・ハトゥンと結婚した。イナンチ・ハトゥンやイラークのアミールたちはトゥグリルの廃位に否定的であり、1191年9月にキジル・アルスラーンはイナンチ・ハトゥンによって毒殺された。キジル・アルスラーンの死後、彼の甥たちは独立して領地を治め、1192年5月にジャハーン・パフラヴァーンに仕えていたマムルークのマフムード・アナス・オグルはトゥグリル3世を牢獄から解放した。

## エルデニズの一族との戦い

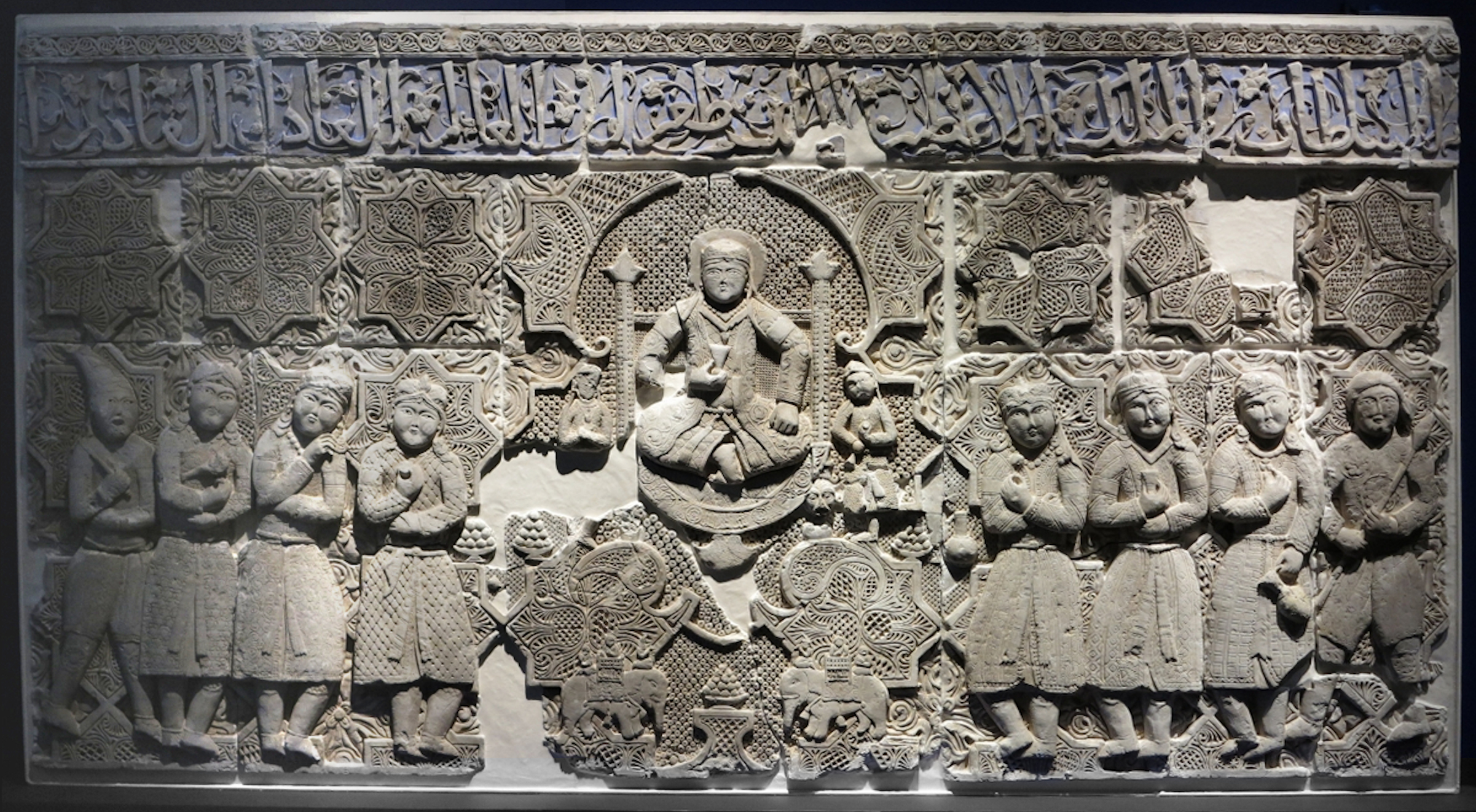
トゥグリル3世と彼の宮廷を描写したレリーフ

トゥグリル3世はアブー・バクルが放った追手から逃れ、支持者とトゥルクマーンからなる軍隊を編成して東に進軍した。1192年6月22日にトゥグリルはガズヴィーン近郊でクトルグ・イナンチ・ムハンマドとアミーラン・ウマルの軍を破り、勝利後に敵の兵士の大部分がトゥグリルの軍に加わった。その後、クトルグ・イナンチとアミーラン・ウマルはアゼルバイジャンのアブー・バクルを攻撃するが撃退され、アミーラン・ウマルは義父が治めるシルバン・シャー朝に逃亡し、クトルグ・イナンチはレイに移動した。トゥグリルはハマダーンを占領して宝物庫を確保し、エスファハーンとジバールを支配下に収めたが、クトルグ・イナンチと敵対するアブー・バクルとは同盟を結ばなかった。一方、クトルグ・イナンチはホラズム・シャー朝のアラーウッディーン・テキシュに援助を求めるが、テキシュはレイを占領し、クトルグ・イナンチはレイを放棄しなければならなかった。
トゥグリル3世はテキシュとの交渉を開始し、最終的にホラズム・シャー朝への臣従とトゥグリルの娘とテキシュの息子ユーヌス・ハーンとの結婚を取り決めた。和平の見返りとしてホラズム・シャー朝は征服したレイの領有、征服地への部隊の駐屯、徴税権を認めさせ、テキシュは弟のスルターン・シャーの反乱を鎮圧するために帰国した。ヤズドのアタベク政権や、ファールス地方のサルグル朝はトゥグリルへの服従を誓っていたが、いずれも形だけの臣従であり、共通の敵に対して連合する動きはなかった。

## レイの戦い
1193年3月にトゥグリル3世は軍隊を集めてレイを攻撃し、ホラズム・シャー朝の総督を殺害し、レイと周辺の地域からホラズムの勢力を放逐した。イナンチ・ハトゥンは同盟の一環として自分とトゥグリルの結婚を提案し、トゥグリルは彼女の求めに応じて妃に迎え入れたが、トゥグリルの毒殺計画が発覚し、計画の首謀者であるイナンチ・ハトゥンを処刑した。トゥグリルはハマダーンに帰還した後、ザンジャーンに逃走したクトルグ・イナンチはテキシュに書簡を送り、アル・ナースィルもテキシュにトゥグリルの攻撃を要請した。1194年にトゥグリルは再び東に進軍し、クトルグ・イナンチの軍隊と彼を支援する7,000のホラズム軍を撃破した。クトルグ・イナンチらは東に逃走し、セームナーンでテキシュが率いるホラズム軍の本隊と合流した。
トゥグリル3世はレイに向けて進軍するが、道中で宮廷の高位のハージブ（侍従）がテキシュに送った手紙を受け取った。また、シハーブッディーン・マスウードは進軍先をサーヴェに変更し、レイをホラズム・シャー朝に返還することをトゥグリルに提案した。トゥグリルはこの提案について将軍たちと協議し、和平を締結するか、少なくともザンジャーンとエスファハーンからの援軍を待ち、敵と交戦する前に兵力を強化するのが望ましいとする意見が出たが、トゥグリルはそれらの意見を無視してレイに進軍した。
1194年3月19日にホラズム軍がレイに到達し、トゥグリルは敵の前衛の中央に突撃した。60人の護衛だけがトゥグリルに従い、勝利に懐疑的な他の将軍たちは成功する見込みのない作戦のために死ぬことを望まず撤退した。矢で目に傷を負ったトゥグリルは落馬し、クトルグ・イナンチに助命を懇願するが斬首された。テキシュはトゥグリルの首をアル＝ナースィルの元に送り、首はバグダードの宮殿の門に晒され、胴体はレイで吊るし上げられた。同名の祖先であるトゥグリルによって建国されたセルジューク帝国はトゥグリル3世の死によって終わり、セルジューク朝の大スルターンの称号とイラークのセルジューク朝のスルターンの称号は消滅し、セルジューク朝の領土はホラズム・シャー朝に組み込まれた。

## 家族
トゥグリル3世は当時の有力なアミールであるイズッディーン・ハサン・キプチャクの姉妹を妃とし、1188年/89年に彼女と結婚した。また、イルデニズ朝のキジル・アルスラーンが暗殺された後、彼の妻であるイナンチ・ハトゥンはトゥグリル3世の妃となった。
トゥグリル3世には少なくとも二人の息子と二人の娘がいた。息子のマリク・バルキヤールクと彼の兄弟のアルプ・アルスラーンは、トゥグリルの死後はホラズム・シャー朝の首都ウルゲンチで暮らしていたが、1220年にホラズム・シャー朝の王母テルケン・ハトゥンは2人の身柄がモンゴル帝国の手に渡ることを防ぐため、彼らを処刑した。トゥグリルの娘の一人はホラズム帝国のシャー・アラーウッディーン・テキシュの息子であるユーヌス・ハーンと結婚した。もう一人の娘であるシャムス・マリカ・ハトゥンは、ムハンマド・ジャハーン・パフラヴァーンの末子であるウズベクと結婚した。イルデニズ朝がホラズム・シャー朝のジャラールッディーン・メングベルディーによって滅ぼされた後、1225年にマリカ・ハトゥンはジャラールッディーンと再婚し、彼女と離縁したウズベクは悲嘆のうちに亡くなった。